# تيربوديزل (محرك)
تيربوديزل أو تيربو - ديزل (بالألمانية: Turbodiesel) اسم يشير إلى أي محرك ديزل مزود بشاحن توربيني. كما هو الحال مع أنواع المحركات الأخرى، يمكن أن يؤدي الشحن التوربيني لمحرك الديزل إلى زيادة كفاءته وقوته وإنتاج الطاقة بشكل كبير، خاصة عند استخدامه مع مبرد داخلي. 
بدأ الشحن التوربيني لمحركات الديزل في عشرينيات القرن العشرين باستخدام محركات بحرية وثابتة كبيرة. أصبحت الشاحنات تعتمد على محركات توربو ديزل في منتصف الخمسينيات، تليها سيارات الركاب في أواخر السبعينيات. منذ التسعينيات، انخفضت نسبة الضغط في محركات الديزل التوربينية.